# Tekken Tag Tournament
Tekken Tag Tournament – gra komputerowa z gatunku bijatyk, wyprodukowana i wydana w 1999 roku przez japońskie przedsiębiorstwo Namco. Tekken Tag Tournament stanowi czwartą chronologicznie odsłonę serii gier Tekken.
W Tekken Tag Tournament gracz przejmuje kontrolę nad wojownikiem, uczestnicząc w walkach z komputerowymi bądź kierowanymi przez innych graczy przeciwnikami. Rozgrywka jest osadzona w trójwymiarowym świecie i prezentowana w widoku bocznym. Gracz, walcząc wręcz oraz przy użyciu znalezionych przedmiotów, może wykonywać kombinacje ciosów w celu znacznego osłabienia bądź efektownego pokonania przeciwnika. Gra umożliwia udział czterech osób jednocześnie, przynosi też usprawnienia graficzne w stosunku do Tekkena 3, na podstawie którego powstała.
Po raz pierwszy Tekken Tag Tournament ukazał się na automatach do gry w Japonii, a rok później pojawił się w wersji na konsolę PlayStation 2. W obu przypadkach odniósł spektakularny sukces. Recenzenci przyjęli go bardzo pozytywnie, zachwalając animacje postaci wykonane w technologii motion capture oraz efektowną rozgrywkę.